# Dragostea din tei
Dragostea din tei (joc de cuvinte de la „Dragostea dintâi”), cunoscută în lume și ca "Numa Numa iei" sau "Mai Ya hee", este discul single de succes maxim al formației O-Zone. A fost lansată în 2002 în Republica Moldova și România și în primăvara anului 2004 în majoritatea celorlalte țări europene. A fost printre cele mai populare șlagăre din anul 2004 în toată Europa. Single-ul a ajuns pe locul 1 în Eurochart Hot 100, poziție pe care a stat 12 săptămâni, între iunie-septembrie 2004. De asemenea single-ul a fost în topul clasamentelor muzicale în Germania și Franța mai mult de trei luni, a atins poziția a 3-a în Marea Britanie și poziția 72 în U.S. Pop 100. 
Un cover popular al acestei piese a fost făcut de Haiducii, care de asemenea a fost în topuri în multe țări, în special Italia și Suedia, unde s-a clasat pe primele poziții. Piesa originală a devenit renumită în Statele Unite după un video viral al lui Gary Brolsma dansând pe ritmurile acestei piese, numit "Numa Numa".

## Versiunea O-Zone

Imagine din videoclipul piesei „Dragostea din tei” de O-Zone

### Versuri
Cele mai cunoscute versuri sunt "nu mă, nu mă iei" din refren, fapt care a dus că în străinătate piesa să fie cunoscută ca "Numa Numa song".
„Vrei să pleci dar nu mă, nu mă iei,

Nu mă, nu mă iei, nu mă, nu mă, nu mă iei.

Chipul tău și dragostea din tei,

Mi-amintesc de ochii tăi.”

### Versiunea în limba engleză
Lansarea americană a DiscO-Zone prezintă o versiune în engleză a piesei, intrepretată de Dan Bălan și Lucas Prata. Această versiune se concentrează pe versul "Sunt eu, Picasso" din original pentru a prezenta tema unui artist ce și-a pierdut muza. Dan Bălan și Lucas Prata au interpretat înregistrarea în engleză a piesei "Dragostea din tei", intitulând-o Ma Ya Hi la emisiunea The Today Show din 22 februarie 2005. Spre deosebire de original, această versiune nu a avut același succes, clasându-se pe poziția 72 în Billboard Charts.

### Lista pieselor
CD single
1. "Dragostea din tei" (original Romanian version) — 3:33
2. "Dragostea din tei" (DJ Ross radio RMX) — 4:15

CD maxi
1. "Dragostea din tei" (original Romanian version) — 3:33
2. "Dragostea din tei" (DJ Ross radio RMX) — 4:15
3. "Dragostea din tei" (DJ Ross extended RMX) — 6:22
4. "Dragostea din tei" (original Italian version) — 3:35
5. "Dragostea din tei" (Unu' in the dub mix) — 3:39

### Poziționări și certificări
| Clasament (2003–2004)                        | Poziții de top |
| -------------------------------------------- | -------------- |
| Austria (Ö3 Austria Top 40)                  | 1              |
| Belgium (Ultratop 50 Flanders)               | 2              |
| Belgium (Ultratop 40 Wallonia)               | 1              |
| Denmark (Tracklisten)                        | 1              |
| Europe (Eurochart Hot 100 Singles)           | 1              |
| Finland (Suomen virallinen lista)            | 2              |
| France (SNEP)                                | 1              |
| Germany (Media Control Charts)               | 1              |
| Ireland (IRMA)                               | 1              |
| Italy (FIMI)                                 | 17             |
| Netherlands (Mega Single Top 100)            | 1              |
| Norway (VG-lista)                            | 1              |
| Sweden (Sverigetopplistan)                   | 3              |
| Switzerland (Schweizer Hitparade)            | 1              |
| United Kingdom (The Official Charts Company) | 3              |
| U.S. Billboard Hot Dance Airplay             | 14             |
| U.S. Billboard Pop 100                       | 72             |

| Clasament (2004)                 | Poziția |
| -------------------------------- | ------- |
| Austrian Singles Chart           | 1       |
| Belgian (Flanders) Singles Chart | 7       |
| Belgian (Wallonia) Singles Chart | 1       |
| Dutch Top 40                     | 1       |
| French Club Chart                | 17      |
| French Singles Chart             | 1       |
| German Singles Chart             | 1       |
| Irish Singles Chart              | 9       |
| Swiss Singles Chart              | 1       |
| UK Singles Chart                 | 28      |

| Clasament (2000–2009) | Poziția |
| --------------------- | ------- |
| German Singles Chart  | 3       |

| Regiune | Certificări              | Vânzări     |
| --- | ------------------------ | ----------- |
| Austria (IFPI Austria) | Platinum                 | 30.000x     |
| Belgia (BEA) | Gold                     | 25.000*     |
| Danemarca (IFPI Denmark) | Gold                     | 4.000^      |
| Franța (SNEP) | Diamond                  | 1,101,000   |
| Germania (BVMI) | 2× Platinum              | 600.000^    |
| Japonia (RIAJ) | 4× Million+Platinum+Gold | 4,350,000*^ |
| Olanda (NVPI) | Platinum                 | 60.000^     |
| Suedia (GLF) | Gold                     | 10.000x     |
| Elveția (IFPI Switzerland) | Platinum                 | 40.000x     |
| Statele Unite (RIAA) | Gold                     | 100,000^    |
| *cifrele de vânzări sunt bazate pe un singur certificat ^cifrele cargo sunt bazate pe un singur certificat xcifrele nespecificate sunt bazate pe un singur certificat |                          |             |

#### Chart successions
| Ordine de precedență                                        | Ordine de precedență                                                                      | Ordine de precedență                                                    |
| ----------------------------------------------------------- | ----------------------------------------------------------------------------------------- | ----------------------------------------------------------------------- |
| Predecesor: "Rise & Fall" by Craig David featuring Sting    | Romanian Singles Chart number-one single 1 septembrie 2003 - 22 septembrie 2003 (4 weeks) | Succesor: "I Know What You Want" by Busta Rhymes featuring Mariah Carey |
| Predecesor: "Yeah!" by Usher featuring Lil Jon and Ludacris | French SNEP number-one single 18 aprilie 2004 – 27 iulie 2004 (15 weeks)                  | Succesor: "Femme Like U" by K-Maro                                      |
| Predecesor: "Yeah!" by Usher featuring Lil Jon and Ludacris | Belgian (Wallonia) number-one single 15 mai 2004 – 24 iulie 2004 (11 weeks)               | Succesor: "Femme Like U" by K-Maro                                      |
| Predecesor: "Fuck It (I Don't Want You Back)" by Eamon      | German number-one single 4 iunie 2004 – 3 septembrie 2004 (14 weeks)                      | Succesor: "Obsesión" by Aventura                                        |
| Predecesor: "Fuck It (I Don't Want You Back)" by Eamon      | Swiss number-one single 20 iunie 2004 – 19 septembrie 2004 (14 weeks)                     | Succesor: "Femme Like U" by K-Maro                                      |
| Predecesor: "Fuck It (I Don't Want You Back)" by Eamon      | Austrian number-one single 20 iunie 2004 – 12 septembrie 2004 (13 weeks)                  | Succesor: "Obsesión" by Aventura                                        |
| Predecesor: "Fuck It (I Don't Want You Back)" by Eamon      | Eurochart Hot 100 number-one single 26 iunie 2004 – 11 septembrie 2004 (12 weeks)         | Succesor: "Obsesión" by Aventura                                        |
| Predecesor: "Standing Tall" by Kjartan Salvesen             | Norwegian VG-Lista number-one single 27/2004 - 35/2004 (9 weeks)                          | Succesor: "Despre Tine" by O-Zone                                       |
| Predecesor: "Holiday in Spain" by Counting Crows and Bløf   | Dutch Top 40 number-one single 10 iulie 2004 - 18 septembrie 2004 (11 weeks)              | Succesor: "Wat Zou je Doen" by Marco Borsato and Ali B                  |
| Predecesor: "Dry Your Eyes" by The Streets                  | Irish IRMA number-one single 12 august 2004 (1 week)                                      | Succesor: "These Words" by Natasha Bedingfield                          |
| Predecesor: "Team Easy on" by Drengene Fra Angora           | Danish number-one single 27 august 2004 (1 week)                                          | Succesor: "City of Dreams" by The Loft                                  |